# Tankslapper
Een tankslapper is een serie plotselinge, wilde bewegingen in het stuur van een motorfiets.
Dit ontstaat meestal onder invloed van flinke acceleratie op slecht wegdek. Hoewel de oorzaak moet worden gezocht in het rijwielgedeelte, is de oplossing soms te vinden in de montage van een stuurdemper. Tankslappers zijn vergelijkbaar met het verschijnsel shimmyen, maar treden soms veel plotselinger op, waardoor het gevaar groter is.